# Pigmei
Pigmei è un termine ombrello usato per indicare diversi popoli del bacino del Congo e di altre regioni dell'Africa centrale, accomunati dal fenotipo della bassa statura (in genere inferiore ai 150 centimetri.). Il termine è considerato dispregiativo e quindi evitato da alcuni indigeni, ma allo stesso tempo viene utilizzato da altri come il nome più facile e conveniente per riferirsi a se stessi.
Dal punto di vista etnologico, i pigmei si dividono in molti sottogruppi, ognuno dei quali costituisce un popolo a sé, tra questi ad esempio i Twa, gli Aka, i Baka e i Bambuti.

## Etimologia
Il nome "pigmeo" deriva dal greco  πυγμαῖος  pygmâios ("alto un cubito") che i Greci usavano per riferirsi a un leggendario popolo di nani, localizzato a sud dell'Egitto o in India, perennemente in guerra contro le cicogne (o le gru) che devastavano i loro campi.

## Distribuzione

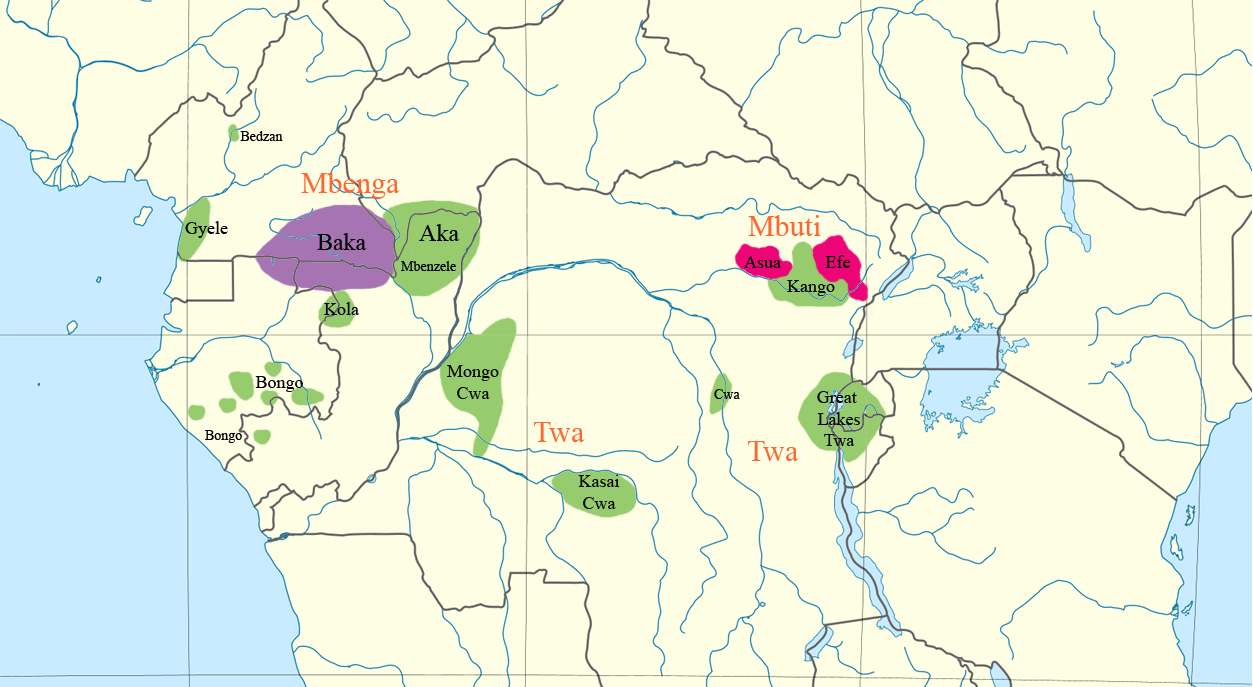
La distribuzione delle lingue pigmee secondo Bahuchet (2006). Verde: bantu, viola: ubangiane, rosso: sudanesi.

Gruppi di pigmei sono diffusi lungo gran parte della fascia tropico-equatoriale dell'Africa; sono presenti in Camerun, Repubblica Centrafricana, Gabon, Repubblica del Congo, Repubblica Democratica del Congo, Uganda,  Ruanda, Burundi e Tanzania. Sono divisi dagli antropologi in tre macrogruppi etnolinguistici: i Bambuti  (gli Efe, gli Asua e i Mbuti), i Babinga (i Tikar, i Kola, i Baka, i Bangombe, gli Aka e i Bongo) e i Batwa.

## Storia
In Egitto sono state ritrovate iscrizioni del II millennio a.C. che si riferiscono ai pigmei come "Danzatori degli Dei". Anche da questi antichi contatti con la civiltà egizia si presume che i pigmei vivessero un tempo in regioni molto più a nord di quelle che abitano oggi, forse fino al basso Nilo. In una lettera pervenutaci in condizioni integre e risalente all'Antico Regno, un faraone ringraziava un suo governatore, Harkhuf, per avergli fatto dono di un "nano" proveniente dalla "terra degli spiriti" (espressione che gli egizi usavano per riferirsi ai territori a sud del loro dominio).
Nell'arte romana, i pigmei della valle del Nilo sono spesso rappresentati come figure caricaturali, di grande potenza sessuale, come i fauni e le figure priapiche già conosciute ed usate dai romani stessi ed altre culture. Alcuni affreschi con questo tipo di soggetti, rinvenuti a Pompei, sono oggi esposti al Museo archeologico nazionale di Napoli. Altre scene erotiche con pigmei sono ancora visibili a Pompei, per esempio sul fianco di un triclinio nella casa dell'Efebo.
In antichità i pigmei ebbero contatti anche con i popoli bantu dell'Africa subsahariana, che erano molto superiori dal punto di vista tecnologico, e non ebbero difficoltà a cacciarli dalle loro terre o sottometterli. Nella cultura bantu i pigmei sono identificati da nomi come batwa ("piccoli uomini").

## Cultura
Sono cacciatori-raccoglitori; gli uomini cacciano con arco e frecce avvelenate, e le donne pescano. Il loro stile di vita è in gran parte basato su una profonda conoscenza dell'ambiente (per esempio degli usi delle piante a fini curativi o per la produzione del veleno). In alcuni casi praticano modesti scambi commerciali con i popoli vicini (per esempio bantu). Lavorano il legno e l'osso (ma non la pietra).
Il legame con le foreste, che curano e venerano, è un elemento centrale della loro identità di popolo. Ogni gruppo ha una sua lingua distinta, ma tutti hanno una parola che li accomuna: jengi, ovvero spirito della foresta. 
Sono considerati "nomadi stanziali": ogni tribù (composta in genere di poche famiglie) si sposta periodicamente da un accampamento all'altro, sempre rimanendo all'interno di un'area circoscritta.
Le pratiche religiose dei pigmei sono incentrate sulla credenza negli spiriti e in una particolare forma di metempsicosi, che prevede la trasmigrazione dell'anima del morto dentro il corpo di un elefante.
I matrimoni tra pigmei sono di natura esogamica; per riequilibrare il rapporto fra donne e uomini all'interno di ogni gruppo sociale, il gruppo ricevente una sposa è tenuto a concederne una a quello offerente.
La sopravvivenza delle comunità pigmee e delle loro tradizioni è messa in pericolo tanto dall'impoverimento ambientale e dalla deforestazione quanto dalla difficoltà di integrazione nella società africana moderna.
Il dio supremo della loro religione tradizionale, Kvum, viene descritto come il creatore e signore di tutte le cose. Presenza tangibile, comanda sopra ogni uomo, controllandone ogni azione.  Secondo la mitologia dei pigmei, il primo uomo e la prima donna (Ntaum e Rae) ebbero origine da due uova di tartaruga; oppure (a seconda delle tradizioni) Kvum li creò soffiando in una noce di cola.
Parte integrante della mitologia pigmea è l'emela-ntouka, una creatura leggendaria che abiterebbe le foreste della Repubblica del Congo.

## Problemi attuali
Uno dei principali problemi che i “Pigmei” devono affrontare è la mancanza di riconoscimento dei loro diritti territoriali. Secondo Survival International, il movimento mondiale per i diritti dei popoli indigeni, finché questi diritti non verranno riconosciuti, gli estranei e lo Stato potranno continuare ad appropriarsi della loro terra, da cui dipendono per sopravvivere.
Molte comunità vengono sfrattate illegalmente nel nome della conservazione dell'ambiente. Nel Camerun sud-orientale, ad esempio, gran parte della terra ancestrale dei “Pigmei” Baka è stata trasformata in parchi nazionali oppure assegnata a società che organizzano safari di caccia.
“Un tempo, la foresta era per i Baka, ora non lo è più. Ci muovevamo nella foresta secondo i cicli stagionali, ma adesso abbiamo paura” ha raccontato a Survival un uomo Baka. “Come possono proibirci di andare nella foresta? Non sappiamo come vivere diversamente. Ci picchiano, ci uccidono e ci costringono a fuggire in Congo.”
Nel Congo invece, l'etnia Bambuti è confinata con pochissimi mezzi sull'isola Idjwi all'interno del lago Kivu.